# Hình tượng con cá trong văn hóa

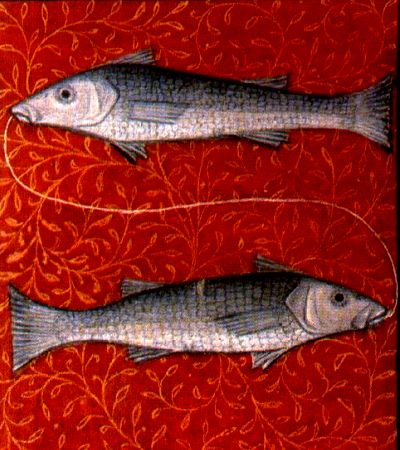

Hình tượng con Cá xuất hiện trong văn hóa từ Đông sang Tây với nhiều ý nghĩa biểu trưng. Đặc biệt con cá gắn liền với biểu tượng cho nguồn nước và sự no đủ.

## Tổng quan
Cá là các loài động vật thủy sinh sống trong môi trường nước, là động vật có xương sống với nhiều chủng loại đa dạng. Từ rất lâu, các loài cá nước ngọt cũng như cá biển nguồn thực phẩm dồi dào và quen thuộc con người và cũng chính vì vậy cá đã đi và nhiều nền văn hóa của các nước trên thế giới. Trong tiếng Việt, thuật ngữ cá đôi khi còn có nghĩa rộng chỉ về nhiều loài động vật khác sống trong môi trường nước, chẳng hạn như cá voi, cá heo hay cá sấu.
Trong văn hóa phương Tây, cá có ý nghĩa biểu trưng phổ biến với hình tượng Cung Song ngư trong Cung Hoàng đạo trong chiêm tinh học, hình tượng nàng tiên cá trong văn hóa dân gian, ký hiệu của Chúa trong tôn giáo hay là nhân vật cho các bộ phim kinh dị thời hiện đại. Trong văn hóa phương Đông, hình tượng cá chép vượt Vũ Môn hóa rồng là một điển tích được nhắc đến với niềm mong ước về sự nỗ lực và thành công, cá chép còn là vật cưỡi của Táo quân chầu trời, là vật phóng sinh theo nghi thức của Phật giáo. Hình tượng cá còn là biểu tượng cho một ngành nghề kinh tế quan trọng và thiết yếu Ngư nghiệp hay còn gọi là nghề cá, nghề đánh bắt cá.

## Phương Tây

### Song ngư
Hình tượng con cá xuất hiện từ rất sớm trong thần thoại và chiêm tinh của Hy Lạp. Người Hy Lạp cổ đại liên tưởng đến hình tượng Chòm sao Song Ngư để khái quát và hình dung lên hình tượng Cung Song Ngư trong 12 cung Hoàng Đạo. (♓) là cung chiêm tinh thứ mười hai trong Hoàng Đạo, có nguồn gốc từ chòm sao Song Ngư. Nó là một trong 3 cung thuộc nguyên tố nước (cùng với Thiên Hạt và Cự Giải), và là một trong 4 cung biến đổi (cùng với Nhân Mã, Song Tử và Xử Nữ). Là cung thứ mười hai, Song Ngư gắn liền với nhà thứ mười hai của chiêm tinh học.
Trong Thần thoại Hy Lạp, có kể về Aphrodite, nữ thần sắc đẹp, và con trai Eros, thần tình yêu, đang đi dọc bờ sông thì con quỷ Typhon thình lình ngoi lên mặt nước định hủy diệt họ. Typhon là hậu duệ của Gaia và Tartarus. Không có vị thần trên đỉnh Olympus nào đủ mạnh để hủy diệt Typhon. Cách duy nhất để tránh khỏi Typhon là biến hình thành con vật như cá để bơi đi, họ nhảy xuống trốn dưới nước sông Eufrat. Aphrodite va Eros cũng biến thành cá, bơi vào nhánh sông và được hai con cá khác dẫn đường đưa đến nơi an toàn, nhảy xuống trốn dưới nước sông Eufrat. Chòm sao Song Ngư có biểu tượng hai con cá đan đuôi vào nhau để tưởng nhớ hành động cứu giúp thần sắc đẹp và tình yêu.

### Kinh Thánh
Trong cuốn sách của Jonah có miêu tả về một con cá lớn là vật của nhà tiên tri Jonah. Ichthys (còn được viết là Ichthus, hoặc Ikhthus, từ tiếng Koine Greek: ἰχθύς, viết hoa ΙΧΘΥΣ hoặc ΙΧΘΥϹ) là một chữ Hy Lạp cổ và kinh điển có nghĩa là con cá. Trong tiếng Anh nó mang ý nghĩa là một vật tượng trưng, bao gồm hai hình cung bắt chéo vô nhau, ở phần cuối bên phải được kéo dài ra giống như cái đuôi cá. Vật tượng trưng này là ký hiệu bí mật đối với những ki tô giáo thuở đầu, và bao giờ thông tục còn được gọi là ký hiệu của cá hoặc cá của Jesus hay còn gọi là ký hiệu chỉ dẫn của Chúa
Trong Kinh Thánh cũng nhắc đến con cá thông qua câu chuyện về Hóa bánh ra nhiều kể về truyền cho dân chúng ngồi xuống cỏ rồi ông cầm lấy năm cái bánh và hai con cá, ngước mắt lên trời, dâng lời chúc tụng, và bẻ ra, trao cho môn đệ. Và môn đệ trao cho dân chúng. Ai nấy đều ăn và được no nê. Những mẩu bánh còn thừa, người ta thu lại được mười hai giỏ đầy. Số người ăn có tới năm ngàn đàn ông, không kể đàn bà và trẻ con.
- Hóa bánh ra nhiều lần thứ nhất dành cho 5000 người ăn là phép lạ duy nhất được trình thuật trong cả bốn quyển Phúc Âm quy điển (Mátthêu 14:13-21, Máccô 6:31-44, Luca 9:10-17 và Gioan 6:5-15. Đây còn gọi là Phép lạ năm chiếc bánh và hai con cá.
- Hóa bánh ra nhiều lần thứ hai dành cho 4000 người ăn chỉ được chép trong Phúc âm Máccô 8:1-9 và Mátthêu 15:32-39. Phép lạ này còn được gọi là Phép lạ bảy cái bánh và con cá.

### Nàng tiên cá
Hình tượng phổ biến nhất về cá ở phương Tây chính là nàng tiên cá (Mỹ nhân ngư) thường xuất hiện trong thần thoại là một loài vật gồm sự tổng hợp phần đầu là người đàn bà còn nửa người sau thì không có chân nhưng bù lại được đuôi giống như cá. Nàng tiên cá được nhắc đến trong các tác phẩm dân gian, văn học, và văn hóa nổi tiếng. các nàng tiên cá thường nổi trên mặt biển và hát cho nhiều người và các vị thần linh nghe, người nghe có thể bị cuốn hút theo như bị bỏ bùa mê làm cho người nghe phải dừng làm việc rồi nhảy khỏi tàu hay điều khiển con tàu đi lòng vòng. 
Những câu truyện khác là những nàng tiên cá đã có thử cứu người bằng cách kéo họ xuống nước để đưa họ về tới thế giới của người cá. Siren trong thần thoại Hy Lạp sau này còn được gọi là nàng tiên cá trong văn học dân gian. Sự thật, trong một số ngôn ngữ sử dụng một từ để gọi cho lẫn cá và chimsome, giống như là ngôn ngữ Maltese có chữ 'sirena', trên thực tế thì vẫn có hiệu tượng Hội chứng người cá, còn được gọi là "bệnh người cá".

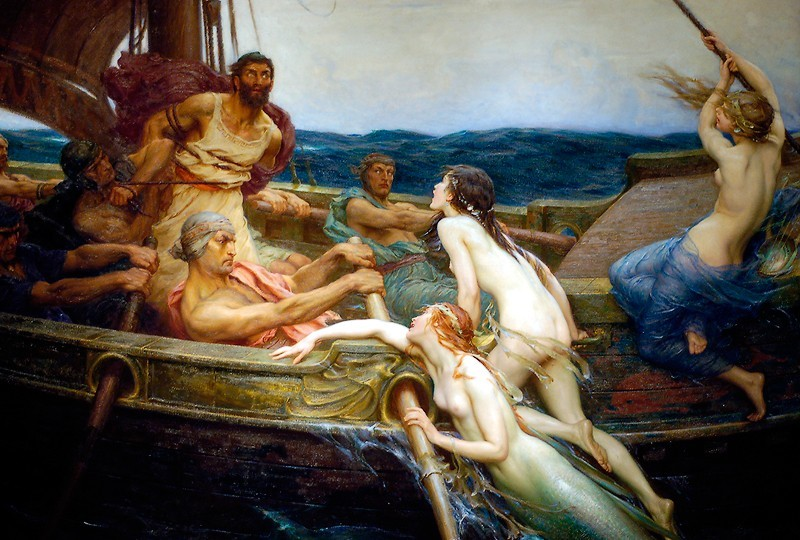
Họa phẩm về Mỹ nhân ngư trên biển cả của H.J. Draper

Truyền thuyết về hình tượng nữa người nữa cá (người cá) đặc biệt là hình tượng Mỹ nhân ngư được mô tả nhiều trong các câu chuyện văn hóa, đặc biệt là câu chuyện Nàng tiên cá (Tiếng Đan Mạch: Den lille havfrue) là truyện cổ tích nổi tiếng của nhà văn, nhà thơ người Đan Mạch Hans Christian Andersen, kể về một nàng tiên cá nhỏ mong muốn từ bỏ cuộc sống dưới đáy biển và thân phận người cá của nàng để có được một linh hồn của con người và tình yêu của chàng hoàng tử loài người. Từ câu chuyện này, người ta đã dựng Tượng nàng tiên cá tại thủ đô Copenhagen của Đan Mạch để ghi nhớ. Đaị thi hào Puskin cũng có một bài thơi về nàng tiên cá. Tác phẩm nàng tiên cá còn được chuyển thể thành một bộ phim hoạt hình nổi tiếng Nàng tiên cá vào năm 1989 của hãng Disney, câu chuyện là nàng tiên cá Ariel lấy hoàng tử Eric, đánh mụ phù thủy dưới đáy biển là Ursuna, được sự chấp thuận của vua Triton là cha của Ariel, hai người lấy nhau và sống mãi mãi hạnh phúc bên nhau. Bộ phim Splash năm 1984 là bộ phim lãng mạn giả tưởng, chủ đề tình yêu giữa người với người cá (nàng tiên cá). Phim được đề cử giải Oscar kịch bản xuất sắc nhất, giải Quả cầu vàng phim hay nhất, đề cử trong top 100 phim hay nhất Viện phim Mỹ.

### Văn hóa đại chúng
Các loài cá còn được nhắc đến trong văn học với tiểu thuyết Ông già và biển cả (The Old Man and the Sea) của Hemingway kể về ông lão người Cuba, Santiago, người đã cố gắng chiến đấu trong ba ngày đêm vật lộn với một con cá kiếm khổng lồ trên biển vùng Giếng Lớn khi ông câu được nó. Sang đến ngày thứ ba, ông dùng lao đâm chết được con cá, buộc nó vào mạn thuyền và lôi về nhưng đàn cá mập đánh hơi thấy đã lăn xả tới, ông lại đem hết sức tàn chống chọi với lũ cá mập, phóng lao, thậm chí cả mái chèo để đánh. Ông giết được nhiều con, đuổi được chúng đi, nhưng cuối cùng khi nhìn đến con cá kiếm của mình thì nó đã bị rỉa hết thịt chỉ còn trơ lại một bộ xương khổng lồ. Ngoài ra còn có tác phẩm Con cá vàng của Puskin.
Các loài cá lớn hay cá dữ thường là nhân vật chính cho nhiều bộ phim kinh dị rùng rợn, (đặc biệt là cá mập, cá răng đao) với các bộ phim như Hàm cá mập, biển xanh sâu thẳm, cá mập lên bờ, cá hố ăn thịt người... đồng thời còn có tiểu thuyết giả tưởng về người cá của Nga (tiếng Nga: Человек-амфибия) là tên gọi cuốn tiểu thuyết viễn tưởng của nhà văn Aleksandr Belyaev về một chàng trai có khả năng sống được dưới nước, ra đời năm 1927 và sau đó là bộ phim Người cá là một phiên bản điện ảnh của cuốn tiểu thuyết giả tưởng cùng tên, được viết bởi nhà văn Aleksandr Belyaev. Buổi chiếu phim ra mắt được tổ chức vào ngày 3 tháng 1 năm 1962 và đã thu hút được 65,5 triệu lượt người xem.

## Phương Đông

### Văn hóa đại chúng

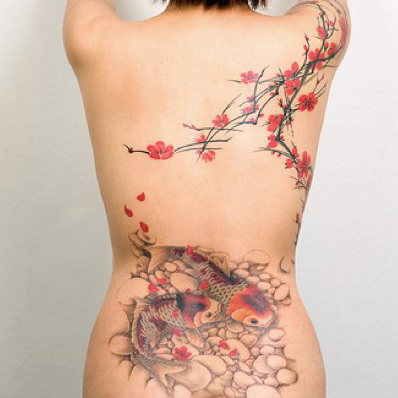
Nghệ thuật xăm hình cá chép ở Nhật Bản

Trong văn hóa phương Đông và đặc biệt là văn hóa Việt Nam, con cá gắn với các loài động vật thủy sinh nói chung và coi như một biểu tượng của thực phẩm. Cá là con vật trung tâm trong việc đánh bắt các loài thủy sản, hải sản, từ Hán Việt: Ngư nghiệp trong đó (chữ Ngư có nghĩa là cá) dùng để chỉ về nghề khai thác các sản vật từ môi trường nước (và có phạm vi rộng tương tự như nông nghiệp, lâm nghiệp), người Việt đã dùng cụm từ nghề đánh cá hay nghề cá hoặc các thuật ngữ như câu cá qua đó nói lên tầm quan trọng cua cá hoặc là ngư học, liên tưởng về cá.
Người Việt Nam có câu: Tôm, cua, rùa, cá dùng để chỉ về những hải sản, hoặc cá cùng với các loài vật khác xuất hiện trong trò chơi bầu cua tôm cá. Người ta cũng dùng thuật ngữ binh tôm tướng cá chỉ về sự đông đúc. Trong tiếng Việt còn có câu tục ngữ chỉ về cá: Cá không ăn muối cá ươn, con cãi cha mẹ trăm đường con hư hay câu mèo mù vớ phải cá rán. Một trong những cơ cấu thực phẩm bữa ăn của người Việt là Cơm-rau-cá. Cá cũng là con vật có mức độ phổ biến về ẩm thực trên thế giới. Cá chữ Hán là "ngư" - âm đọc là " Yu" đồng âm với "dư" 餘 (dư dả). Do vậy, cá biểu trưng cho sự dư dả.
Ở phương Đông quan niệm con cá là con vật báo điềm lành, nhiều giống cá sống lâu và điều này con cá còn được gắn với biểu tượng của sự trường thọ. Hình ảnh cá được khắc vẽ trên đồ gốm Gò Chiền, trên trống đồng, thố đồng, muôi đồng, cái mõ hình con cá ở điếm làng Vân Nội, con cá chép thờ sơn son thếp vàng trong đền thờ Chử Đồng Tử ở xã Dạ Trạch (Hải Hưng), ở hội làng Me (Hà Tây) người ta đã tế thần Tản Viên bằng cá nướng. Trong những ngôi đình cổ thế kỷ XVI, như đình Tây Đằng, đình Lỗ Hạnh... hình tượng cá chép hoá rồng đã được thể hiện khá phong phú, sinh động.
Ngoài ra trong truyền thuyết về Lạc Long Quân cũng có nhắc đến hình tượng con ngư tinh. Câu chuyện kể về biển Đông có con tinh ngư xà (còn gọi là Ngư Tinh) dài hơn năm mươi trượng, chân nhiều như chân rết, biến hóa vạn trạng, linh dị khôn lường, khi đi thì ầm ầm như mưa, lại ăn được thịt người nên ai cũng sợ. Thuở ấy có hòn đá Ngư Tinh, răng đá lởm chởm cắt ngang bờ bể, ở dưới đá có hang, Ngư Tinh sống ở trong đó. Vì sóng gió hiểm trở, không có lối thông, dân muốn mở một đường đi khác nhưng đá rắn khó đẽo. Thuyền của nhân dân đi qua chỗ này thường hay bị Ngư Tinh làm hại. Đêm kia có bọn người tiên đục đá làm đường đi để cho hành nhân có chỗ qua lại. Ngư Tinh bèn hóa làm con gà trắng gáy ở trên núi. Quần tiên nghe tiếng ngỡ rằng đã rạng đông bèn cùng bay lên trời.
Lạc Long Quân thương dân bị hại bèn hóa phép thành một chiếc thuyền của thường dân, hạ lệnh cho quỷ Dạ Xoa ở Thủy phủ cấm hải thần nổi sóng, rồi chèo thuyền đến bờ hang đá Ngư Tinh, giả cách cầm một người sắp ném vào cho nó ăn. Ngư Tinh há miệng định nuốt. Long Quân cầm một khối sắt nung đỏ ném vào miệng cá. Ngư Tinh chồm lên quẫy mình quật vào thuyền. Long Quân cắt đứt đuôi cá, lột da phủ lên trên núi nay chỗ đó gọi là Bạch Long Vĩ, còn cái đầu trôi ra ngoài bể biến thành con chó. Long Quân bèn lấy đá ngăn bể rồi chém nó. Nó biến thành cái đầu chó, nay gọi là Cẩu Đầu Sơn. Thân trôi ra ngoài Mạn Cầu, chỗ đó nay gọi là Mạn Cầu Thủy (còn gọi là Cẩu Đầu Thủy).
Tương truyền ở Bình Định, có chàng Lía mồt lần, tình cờ trông thấy một chú cá lóc vọt phốc từ dưới nước lên qua một bờ đất cao, Lía nảy ý muốn học thế nhảy này. Hàng ngày, Lía đào một cái hố, rồi đứng dưới hố bắt chước theo thế nhảy của cá lóc nhảy vọt lên. Do khổ luyện nên khả năng của Lía mỗi ngày một tăng. Theo truyền thuyết, sau khi tập luyện thành công cú nhảy cá lóc, Lía có thể tung người nhảy vọt qua khỏi nóc nhà. Cũng nhờ cú nhảy cá lóc, Lía đã nhiều lần thoát thân khi đi cướp của người giàu chia cho dân nghèo hay những lúc đánh nhau với quân lính. Lía tuy giỏi võ, nhưng Lía từng có một lần phải chịu thất bại thảm hại khi đánh nhau với một người phụ nữ, đêm đó Lía đến để cướp nhưng đã bị mụ Mẫn đánh bại. Lía đánh không lại đành phải dùng cú nhảy cá lóc vọt qua tường rào chạy thoát thân.
Trong tiếng Việt thuật ngữ cá còn dùng để chỉ về những trò đánh cược như cá độ, cá cược hay cá hay nói về ngày Cá tháng Tư.

### Cá chép
Xem thêm: Cá chép Á Đông

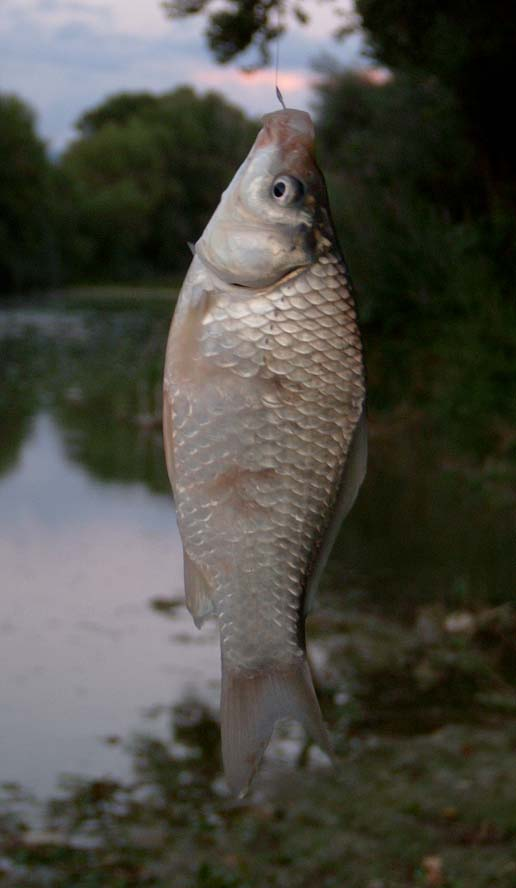
Ở Việt Nam, hình tượng con cá chép có nhiều ý nghĩa

Văn hóa Á Đông đặc biệt coi trọng con cá chép, với câu chuyện kinh điển về sự tích Cá chép hóa rồng hay cá chép vượt Vũ Môn. Là con vật có thật được người ta cho rằng có thể lột xác để trở thành rồng là loài vật thần thoại, tượng trưng cho đất trời. Câu tục ngữ: Mồng bảy cá đi ăn thề. Mồng tám cá về vượt Thác Vũ Môn hay câu Biết răng chừ cá chép hoa hồng. Cá chép hóa rồng vì vậy biểu trưng cho sự nỗ lực, may mắn, về đích, thành công, hi vọng. Cá chép trong văn hóa Việt còn có ý nghĩa quan trọng khác, nó còn là vật cưỡi của Ông Táo khi về chầu trời vào ngày 23 tháng Chạp, nó còn là vật phóng sinh vào lễ hội rằm theo quan niệm của Đạo Phật.
Ở Nhật Bản, cá chép Koi là biểu tượng quốc gia và các hình xăm trên cá được người Nhật coi là điềm may mắn.
Ca chép cũng được xem là linh vật phong thủy có khả năng chiêu tài khí, tạo may mắn về tài lộc trong kinh doanh cho gia chủ. Hình vẽ cá phối hợp với nhiều hình họa, hoa văn khác có thể hiểu là "hữu dư" có nghĩa là "có", tức giàu có: dư ăn dư để, cá Chép được coi như một biểu tượng của may mắn. Hình xăm cá chép được coi là một nghệ thuật ở Nhật Bản. Hình tượng cá chép kết hợp với một hình tượng qui ước làm nên tính minh triết của bức tranh. Đó chính là mặt trăng và bóng trăng soi đáy nước và thường được in trên các nhãn bánh Trung thu.

### Cá khác
Trong văn chương bình dân Việt Nam, cá hố được dùng làm biểu tượng cho sự gầy ốm, cao nhòng: Người gì mà khô như con cá hố, hay cho sự thiếu chững chạc: Nhí nha nhí nhô như con cá hố. Cá hố còn là cảm hứng để làm bộ phim kinh dị có tên là "Cá hố khổng lồ" hay "Cá hố ăn thịt người" (chiếu vào năm 2010) thực ra đây chỉ là tiêu đề của bộ phim, loài cá được miêu tả trong phim là cá răng đao (Piranha). Cá liệt là hình ảnh trong các câu ca dao ở Việt Nam như: Cá liệt mà nấu canh chua. Anh thương em đấy quê mùa vẫn thương hay như Nước mắm ngon dầm con cá liệt. Em có chồng nói thiệt anh hay Cá bã trầu thân thuộc với người dân cho nên có câu vè: Chim chìa vôi bay ngang đám thuốc/ Con cá bã trầu lội tuốt mương cau Và có hẳn mô tả nhận dạng của cá bã trầu Đỏ màu bó xác là cá bã trầu.

## Thành ngữ
- Cá lớn nuốt cá bé: Quy luật cạnh tranh
- Cá không ăn muối cá ươn, con cãi cha mẹ trăm đường con hư
- Cá mè một lứa
- Bắt cá hai tay: Nói về trò chơi tình ái
- Cá chậu chim lồng: Cảnh tù túng
- Chim trời cá nước: Là hình ảnh của sự tự do
- Như cá gặp nước: gặp được đối tượng hay hoàn cảnh phù hợp, thuận lợi đối lại là câu Cá ở trong chậu
- Chim sa cá lặn: vẻ đẹp của phụ nữ, thường gắn với Tây Thi
- Tôm, cua, rùa, cá: Các loài đặc sản
- Mèo mù vớ phải cá rán: người gặp may không nhờ vào thực lực
- Binh tôm tướng cá